# Rikito Nakamura
Rikito Nakamura (中村力斗 Nakamura Rikito?) es un mangaka japonés. Es conocido por ser el escritor del manga Kimi no Koto ga Dai Dai Dai Dai Daisuki na 100-nin no Kanojo, que es serializado en la revista Shūkan Young Jump de Shūeisha desde el 26 de diciembre de 2019.

## Historia
En 2013, recibió el 13° Premio al Mejor Novato del año de Weekly Manga Action mientras asistía al Departamento de Arte Manga de Utsunomiya Media Arts College, y se graduó de la misma escuela en 2014. Ese mismo año, recibió el premio mensual de Gangan Joker "Newcomer Manga Award Encouragement Award". Debutó en la edición de abril de la misma revista con el manga "Secret Love Schooly".

## Lista de trabajos

### One-shot
- Secret Love Schooly ("Gangan Comics JOKER" de Square Enix, 2015) 1 volumen
- Chō Nōryoku Shōjo mo Tenioenai! ("Bessatsu Shōnen Magazine" de Kōdansha, número de diciembre de 2017 - número de octubre de 2018) 2 volúmenes
- Tenshi-chan no Tenkai Dōgu ("Shūkan Young Jump" de Shūeisha, No. 51, 2019)

### Original
- Shōjo A no higeki (Dibujo por: Asano, Manga Box Comics de Kōdansha, 2017) 2 volúmenes.
- Heppoko Yūsha ni Senryaku o (Dibujo por: Yasuke, "Magazine Pocket" de Kōdansha, octubre de 2017-junio de 2018) 3 volúmenes.
- Kimi no Koto ga Dai Dai Dai Dai Daisuki na 100-nin no Kanojo (Dibujo por: Yukiko Nozawa, "Shūkan Young Jump" de Shūeisha) 20 volúmenes publicados hasta el momento.